# Trở về
Trở về có tựa (tiếng Anh: Coming Home, giản thể: 归来; phồn thể: 歸來; bính âm: guīlái) là một phim tình cảm của Trung Quốc, phát hành năm 2014, được đạo diễn bởi Trương Nghệ Mưu, với tài tử chính là Củng Lợi và Trần Đạo Minh.

## Bối cảnh
Truyện phim được chuyển thể từ cuốn tiểu thuyết, Kẻ tội phạm Lục Yên Thức (陆犯焉识; 陸犯焉識) viết bởi nữ văn sĩ Nghiêm Ca Linh. Câu truyện đề cập tới đề tài "Cách mạng Văn hóa", từng được coi là điều cấm kỵ của điện ảnh Trung Hoa. Chính cha của Trương Nghệ Mưu cũng bị liệt vào thành phần phản cách mạng dẫn đến hậu quả cả gia đình ông bị xa lánh, cách ly.

## Cốt truyện
Lục Yên Thức (Lu Yanshi, "Yanshi" theo nghĩa đen có nghĩa là "làm thế nào để nhận ra") là một giáo sư trước khi bị gửi đến trại lao động trong thời Cách mạng Văn hóa. Ông đã trốn thoát khỏi trại lao động ở Tây Ninh để gặp vợ Phùng Uyển Dụ, mà ông 12 năm không gặp và con gái Đan Đan (đóng bởi Trương Tuệ Văn), ông gặp lần cuối lúc 3 tuổi. Khi về tới nhà thì vợ ông không dám mở cửa, còn con ông thì không muốn nhìn ông, vì cho cha mình là phản cách mạng. Tuy nhiên ông đã thành công viết giấy hẹn luồn qua gầm cửa cho vợ mình, cũng như nhắn qua con gái. Đan Đan, lúc đó là một nữ diễn viên ballet trẻ, không được đóng vai chính trong một kịch vũ đang tập diễn vì cha mình sống ngoài vòng pháp luật. Dưới sự cám dỗ là sẽ được giao lại vai chính trong buổi kịch, Đan Đan đã tiết lộ địa điểm cuộc gặp mặt bí mật của cha mẹ mình cho cảnh sát biết. Do đó cha cô đã bị bắt lại, dù vậy Đan Đan vẫn không nhận được vai trò mong đợi.
Ba năm sau khi cách mạng văn hóa kết thúc, Lục Yên Thức được trở về nhà, chỉ có con gái ông ra đón. Đan Đan bây giờ đã bỏ ballet, đi làm công nhân. Khi về nhà, thì vợ không còn nhận ra ông, đại diện đảng mới cho hay là ông đã được phục hồi nhân phẩm và chức vụ. Tuy có công nhận là có tin lời người đại diện đảng, Phùng Uyển Dụ vẫn không chịu tin Thức là chồng của mình do mất trí vì bệnh tâm lý từ một năm nay. Thức phải tạm ở một nhà kho cũ.
Trong khi vào ngày hôm sau, Dụ lại ra nhà ga xe lửa đón chồng. Trên đường về nhà, Thức được đưa lá thư mà mình đã gởi cho vợ, ông nhờ con mang về cho mẹ. Qua tin trong thư, bà lại ra đón ông. Sợ chồng không nhận ra, bà viết tên ông vào một bảng lớn, nhưng rồi vẫn cứ không nhận ra chồng.
Tìm cách giúp vợ được lại trí nhớ, Thức nhờ con đem lại những album cũ, nhưng trong tất cả tấm ảnh, hình ông đã bị con ông cắt đi. Ông phải tới nhà một người bạn cũ để xin một tấm hình có cả hai người. Nhưng rồi vợ ông vẫn không nhận ra ông. Sau đó khi nghe được vợ ông đang kiếm một người chỉnh đàn piano cho chồng về đánh, ông giả dạng làm thợ tới chỉnh, ngày hôm sau ông về nhà chơi nhạc, khi vợ về nghe được đã nhận ra ông, nhưng khi ông rờ mặt vợ thì bà hoảng sợ, đuổi ông ra. Sau đó ông gởi cho vợ một thùng đựng những lá thư ông đã viết cho bà khi còn ở tù. Rồi ông được nhờ đọc thơ dùm, nên có dịp đọc cho vợ lá thư ông viết sau này khuyên bà tha lỗi cũ cho con gái trở về ở chung. Một lần vào phòng riêng khi vợ đang ngủ, ông đắp thêm chăn, thì vợ thức tỉnh, hoảng sợ và hốt hoảng đuổi ông ra, lúc này ông mới nhận ra nguyên nhân chính vợ bị bệnh tâm thần, là do một quan chức cũ tên Phương đã từng đến quấy nhiễu tình dục vợ mình.
Hình ảnh cuối là cũng vào ngày 5 một tháng vào mùa đông một vài năm sau, Thức chở vợ bằng xe ba bánh lúc đó đã già yếu, và trời lại bão tuyết, ra nhà ga đón chồng.